# Матушевич, Адриан Александрович
Адриан Александрович Матушевич (18 мая 1899, Изяслав, Волынское наместничество, Российская империя — 1987, Киев, Украинская ССР, СССР) — украинский советский архитектор, исполняющий обязанности главного архитектора Киева (1943—1944 года).

## Биография
Адриан Александрович Матушевич родился 18 мая 1899 года в городе Изяслав Волынского наместничества Российская империи.
В 1931 году окончил Киевский инженерно-строительный институт (градостроительный факультет).
С 1941 года по 1943 год — работал архитектором Архитектурно-строительного управления Киевской городской управы.
С 1943 года по 1944 год исполнял обязанности главного архитектора Киева.
В 1944 и 1945 годах на должности первого заместителя главного архитектора Киева.
С 1945 по 1946 год работал консультантом Управления главного архитектора Киева.

## Проекты
- Застройка Левобережной части Киева (1933—1941 годы)
- Генеральный план реконструкции Киева (1936—1941 годов)
- Проект застройки Крещатика (1944—1945 года).

## Публикации
- Адріан О. Матушевич. ХРЕЩАТИК. — Київ: Академія арxітектури Української РСР, Інститут містобудівництва, Видавництво Академії архітектури Української РСР, 1950.